# Темплатний кінетичний ефект

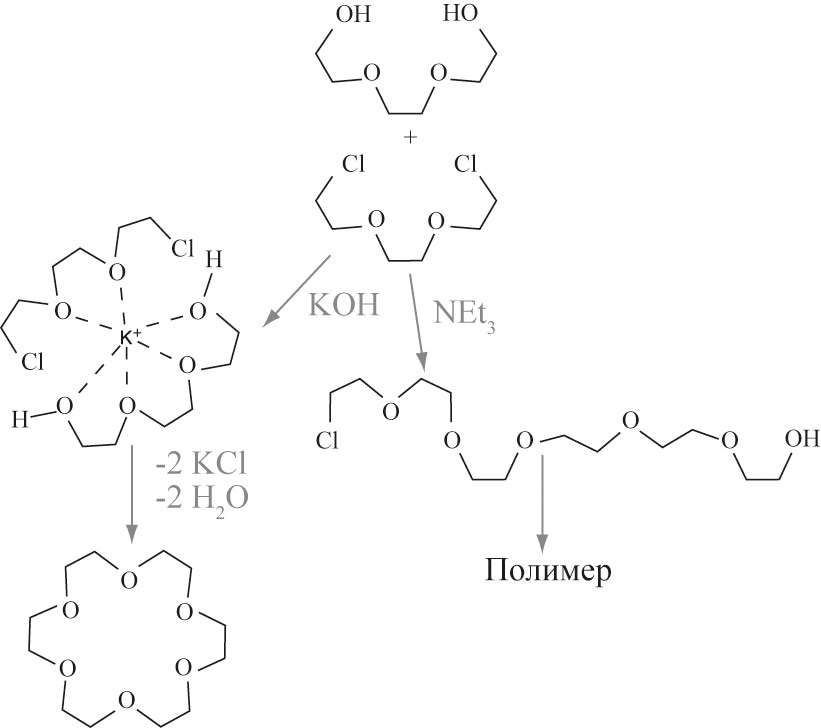
Основна і побічна реакція при утворенні 18-краун-6

Темплатний кінетичний ефект (рос. темплатный кинетический эффект, англ. kinetic template effect) — термін стосується реакцій, що йдуть у довкіллі певного йона металу, який відіграє роль шаблона для майбутнього продукту, коли цей іон пришвидшує певні стадії реакції, сприяючи утворенню продукту, але зв'язок його з макроциклом, що утворюється, є нестійким.